# Gerhard Obermüller
Gerhard „Emton“ Obermüller (* 11. September 1912 in Stettin; † 10. März 1995 in Berlin) war ein deutscher Leichtathlet, der vor allem als Mittelstreckenläufer erfolgreich war.

## Leben
Obermüller legte 1932 sein Abitur an der Freien Schulgemeinde Wickersdorf ab. Er galt als Zögling Otto Peltzers. Nach seinem Studium an der Deutschen Hochschule für Leibesübungen in Berlin war er als Diplomsportlehrer sowie als Journalist beim Reichssender Berlin tätig. Im Zweiten Weltkrieg geriet er als Offizier in sowjetische Kriegsgefangenschaft. Dort schloss er sich dem Nationalkomitee Freies Deutschland an. Nach dem Krieg wurde er Mitglied der SED und war von 1949 bis 1951 Chefredakteur des Deutschen Sportechos beziehungsweise später Redakteur des Sender Freies Berlin.

## Sportliche Erfolge
Obermüller war Mitglied im SC Preußen Stettin und wurde 1929 Thüringischer und Mitteldeutscher Meister auf der Mitteldistanz. Ferner wurde er sechsfacher Pommernmeister. Seine Bestleistung im 100-Meter-Lauf betrug 10,8 s; die über 200 Meter 22,5 s. Im Weitsprung erreichte er 7,09 m.